# Списак генерала и адмирала ЈНА: Х и Ц
Списак генерала и адмирала Југословенске народне армије (ЈНА) чије презиме почиње на слова Х и Ц, за остале генерале и адмирале погледајте Списак генерала и адмирала ЈНА.

### Х
- Раде Хамовић (1916—2009) генерал-пуковник. Активна служба у ЈНА престала му је 1969. године. Народни херој.[б][2]
- Иван Хариш (1903—1989) генерал-мајор. Активна служба у ЈНА престала му је 1962. године. Народни херој.[2]
- Халил Хаџимуртезић (1915—2007) генерал-мајор. Активна служба у ЈНА престала му је 1965. године. Народни херој.[3]
- Љубиша Хаџи-Поповић (1884—1949) генерал-потпуковник. Активна служба у ЈА престала му је 1947. године.[3]
- Фрањо Херљевић (1915—1998) генерал-пуковник. Активна служба у ЈНА престала му је 1982. године. Народни херој.[4]
- Јован Хинић (1923—2008) генерал-мајор. Активна служба у ЈНА престала му је 1974. године.[4]
- Асим Хоџић (1922—1994) генерал-пуковник. Активна служба у ЈНА престала му је 1980. године.[5]
- Већеслав Хољевац (1917—1970) генерал-потпуковник. Активна служба у ЈА престала му је 1948. године. Народни херој.[5]
- Самоел Хорват (1924—1996) генерал-потпуковник.[6]
- Месуд Хотић (1913—1995) генерал-мајор. Активна служба у ЈНА престала му је 1965. године.[6]
- Иван Хочевар (1933—2021) генерал-потпуковник.[в]
- Алојзиј Хрен (1924—2017) генерал-мајор. Активна служба у ЈНА престала му је 1981. године.[6]
- Рудолф Хриберник (1921—2002) генерал-пуковник. Активна служба у ЈНА престала му је 1978. године. Народни херој.[6]
- Душан Хрстић (1916—1984) генерал-потпуковник. Активна служба у ЈНА престала му је 1974. године.[7]

### Ц
- Виктор Цвелбар (1923—1997) генерал-мајор. Активна служба у ЈНА престала му је 1973. године.[8]
- Жарко Цветковић (1920—1990) генерал-мајор. Активна служба у ЈНА престала му је 1975. године.[8]
- Андреј Цетински (1921—1997) генерал-мајор. Активна служба у ЈНА престала му је 1977. године. Народни херој.[9]
- Јеврем Цокић (1934) генерал-потпуковник.[г]
- Јерко Црмарић (1935—2009) генерал-мајор.[д]
- Милош Црнобрња (1921—1997) генерал-мајор авијације. Активна служба у ЈНА престала му је 1969. године.[10]
- Драго Црногорац (1921—2004) генерал-мајор. Активна служба у ЈНА престала му је 1969. године.[10]